# David Haverdings
Pour les articles homonymes, voir Pieterse.
David Haverdings, né le 1er avril 2004 à Meppel, est un coureur cycliste néerlandais. Il participe à des compétitions de cyclo-cross, de VTT et de cyclisme sur route.

## Biographie
David Haverdings est originaire de Meppel au nord des Pays-Bas. Il commence le sport par le BMX, avant de se diriger vers le cyclo-cross et le VTT.
Il domine la saison de cyclo-cross 2021-2022 chez les juniors (moins de 19 ans). Il remporte 21 cyclo-cross en 26 départs. Il gagne les quatre manches et le général de la Coupe du monde juniors. Il termine deuxième du championnat d'Europe de cyclo-cross juniors, disputé à domicile, à 49 secondes du Belge Aaron Dockx. Annoncé comme le grand favori du championnat du monde juniors 2002, il chute en début de course et termine finalement neuvième. Durant l'été 2022, il devient en VTT champion d'Europe du relais mixte avec la sélection néerlandaise.
En 2023, pour son arrivée dans la catégorie des espoirs (moins de 23 ans), il rejoint la formation Baloise Trek Lions. Il remporte lors de cette première saison, deux manches du X²O Badkamers Trofee espoirs, tout comme lors de la saison 2023-2024.

## Palmarès sur route
- 2024
  - 2e étape du Tour de la province de Namur
- 2025
  - 3e étape du Triptyque ardennais
  - 2e du Tour de la province de Namur
  - 3e du Triptyque ardennais

## Palmarès en cyclo-cross
- 2021-2022
  -  Champion des Pays-Bas de cyclo-cross juniors
  - Classement général de la Coupe du monde juniors
    - Coupe du monde de cyclo-cross juniors #1, Cyclo-cross de Tábor
    - Coupe du monde de cyclo-cross juniors #2, Cyclo-cross de la Citadelle
    - Coupe du monde de cyclo-cross juniors #3, Ambiancecross
    - Coupe du monde de cyclo-cross juniors #4, Flamanville

  - Superprestige juniors #1, Cyclo-cross de Gieten
  - Superprestige juniors #2, Cyclo-cross de Ruddervoorde
  - Superprestige juniors #4, Cyclo-cross de Merksplas
  - Superprestige juniors #6, GP Eric De Vlaeminck
  - Superprestige juniors #8, Cyclo-cross d'Asper-Gavere
  - Internationale GP Destil Oisterwijk, Oisterwijk
  - Cyclo-cross de Zonhoven juniors, Zonhoven
  - Druivencross juniors
  - Duinencross juniors
  - Robotland Cyclocross juniors, Essen
  - Waaslandcross juniors, Saint-Nicolas
  - Grand Prix Sven Nys juniors, Baal
  - Herentals Crosst juniors, Herentals
  - Flandriencross, Hamme
  - Brussels Universities Cyclocross juniors, Bruxelles
  - Internationale Sluitingsprijs juniors, Oostmalle
  -  Médaillé d'argent du championnat d'Europe de cyclo-cross juniors
  - 9e du championnat du monde de cyclo-cross juniors
- 2022-2023
  - X²O Badkamers Trofee espoirs #4, Grand Prix Sven Nys
  - X²O Badkamers Trofee espoirs #7, Krawatencross
  - 3e du X²O Badkamers Trofee espoirs
  - 8e de la Coupe du monde espoirs
- 2023-2024
  - X²O Badkamers Trofee espoirs #1, Koppenbergcross
  - X²O Badkamers Trofee espoirs #3, Herentals Crosst
  - 3e du X²O Badkamers Trofee espoirs
  - 10e de la Coupe du monde espoirs
- 2024-2025
  - 10e du championnat d'Europe de cyclo-cross espoirs

## Palmarès en VTT

### Championnats d'Europe
- Anadia 2022
  -  Champion d'Europe du relais mixte